# Церковь Святого Франциска (Гуардьягреле)
Церковь Святого Франциска (итал. Chiesa di San Francesco) — церковь в архиепархии Кьети-Васто Римско-католической церкви в городе Гуардьягреле, в провинции Кьети, в регионе Абруццо, в Италии.
Храм некогда был монастырской церковью и также известен под названием церкви Святого Николая.

## История
В 1276 году стараниями графини Томмазы ди Палеария в Гуардьагреле монахами-францисканцами был построен монастырь и передана древняя местная церковь Святого Сира, которую они перестроили и переосвятили в честь основателя своего ордена, Святого Франциска.
В правление рода Орсини в Гуардьагреле монастырю уделялось особое внимание и покровительство. Также и горожане с уважением относились к обители и её монахам. В 1340 году Наполеон Орсини подарил монастырю частицы мощей святого Николая, а его племянник Наполеон II обогатил и улучшил архитектуру здания, завещав похоронить себя в капелле в Святого Льва, находившаяся на правой стороне храма. В середине XVII века эта капелла была украшена фресками и алтарем из порфира, но была снесена в XVIII веке во время реконструкции церкви.

## Описание
От древнего здания XIV века сохранился фасад и нижняя часть правой наружной стены. Во время реконструкции XVIII века на фасаде место круглого заняло прямоугольное окно, были замурованы монофора и портал на правой стороне. Главный портал XIII века школы Николы Манчино, в 1884 году был перенесен из церкви Санта-Мария-Маджоре.
Внутреннее убранство храма выдержано в стиле барокко. У стены рядом с входом стоят две деревянные исповедальни с замечательной резьбой XVIII века. На контрфасаде под гербом францисканцев длинная надпись на латинском языке, повествующая об исторических событиях, связанных с церковью.
Вдоль боковых стен чередуются лизены и пилястры, между которыми находятся малые алтари, украшенные лепниной, деревянными статуями и живописными полотнами, такими, как «Богоматерь с младенцем и святыми» (1604, дар от семьи Де Сорте), «Благовещение», «Дева», «Святая Люция» и «Святой Антоний Падуанский с ангелами».
Главный алтарь выполнен из красного веронского мрамора. В храме сохранились старинные резные деревянные хоры.
В церкви хранятся частицы мощей святого Николая Чудотворца, которые каждые 25 лет выносятся из храма во время торжественной процессии по улицам города.

## Галерея
- Фасад
- Интерьер
- Портал
- Монастырский комплекс францисканцев
- Мощи святого Николая Чудотворца